# ماكنيل
ماكنيل (بالإنجليزية: McNeil, Arkansas)‏ هي مدينة تقع في مقاطعة كولومبيا، أركنسو بولاية أركنساس في الولايات المتحدة. تبلغ مساحة هذه المدينة 3.5 (كم²)، وترتفع عن سطح البحر 101 م، بلغ عدد سكانها 662 نسمة في عام 2000 حسب إحصاء مكتب تعداد الولايات المتحدة.

## التركيبة السكانية
حدّد مكتب تعداد الولايات المتحدة بيانات التركيبة السكانية لماكنيل في تعداد الولايات المتحدة. في ما يلي، التركيبة السكانية حسب تعدادي 2000 و2010.

### تعداد عام 2000
بلغ عدد سكان ماكنيل 662 نسمة بحسب تعداد عام 2000، وبلغ عدد الأسر 237 أسرة وعدد العائلات 166 عائلة مقيمة في المدينة. في حين سجلت الكثافة السكانية 201.8 نسمة لكل كيلومتر مربع (522.7/ميل2). وبلغ عدد الوحدات السكنية 280 وحدة بمتوسط كثافة قدره 85.4 لكل كيلومتر مربع (221.2/ميل2).
وتوزع التركيب العرقي للمدينة بنسبة 40.33% من البيض و58.31% من الأمريكيين الأفارقة و0.15% من الأمريكيين ذوي الأصول الآسيوية و1.21% من عرقين مختلطين أو أكثر و1.36% من الهسبانيون أو اللاتينيون من أي عرق.
بلغ عدد الأسر 237 أسرة كانت نسبة 43% منها لديها أطفال تحت سن الثامنة عشر تعيش معهم، وبلغت نسبة الأزواج القاطنين مع بعضهم البعض 43.5% من أصل المجموع الكلي للأسر، ونسبة 21.5% من الأسر كان لديها معيلات من الإناث دون وجود شريك،  بينما كانت نسبة 5.1% من الأسر لديها معيلون من الذكور دون وجود شريكة وكانت نسبة 30% من غير العائلات. تألفت نسبة 26.2% من أصل جميع الأسر من عدة أفراد يعيشون في نفس المنزل ونسبة 9.7% كانت تتألف من شخص يعيش بمفرده يبلغ من العمر 65 عاماً أو أكثر. وبلغ متوسط حجم الأسرة المعيشية 2.79، أما متوسط حجم العائلات فبلغ 3.34.
بلغ العمر الوسطي للسكان 29.8 عاماً. وكانت نسبة 31.1% من القاطنين تحت سن الثامنة عشر، وكانت نسبة 11.2% بين الثامنة عشر والرابعة والعشرين عاماً، ونسبة 28.7% كانت واقعةً في الفئة العمرية ما بين الخامسة والعشرين والرابعة والأربعين عاماً، ونسبة 17.8% كانت ما بين الخامسة والأربعين والرابعة والستين، ونسبة 11% كانت ضمن فئة الخامسة والستين عاماً فما فوق. يوجد لكل 100 أنثى 97.3 ذكر، ويوجد لكل 100 أنثى في الثامنة عشر من عمرها فما فوق 90.4 ذكر.
بلغ متوسط دخل الأسرة في المدينة 21,136 دولارًا، أما متوسط دخل العائلة فبلغ 27,188 دولارًا. وكان متوسط دخل الذكور 24,135 دولارًا مقابل 16,563 دولارًا للإناث. وسجل دخل الفرد الخاص بالمدينة 8,986 دولارًا. وكانت نسبة 26.9% من العائلات ونسبة 32.4% من السكان تحت خط الفقر، وكان من هؤلاء نسبة 42.7% تحت سن الثامنة عشر ونسبة 31.5% في الخامسة والستين من العمر وما فوق.

### تعداد عام 2010
بلغ عدد سكان ماكنيل 516 نسمة بحسب تعداد عام 2010، وبلغ عدد الأسر 197 أسرة وعدد العائلات 144 عائلة مقيمة في المدينة. في حين سجلت الكثافة السكانية 157.3 نسمة لكل كيلومتر مربع (407.4/ميل2). وبلغ عدد الوحدات السكنية 258 وحدة بمتوسط كثافة قدره 78.7 لكل كيلومتر مربع (203.8/ميل2).
وتوزع التركيب العرقي للمدينة بنسبة 44.38% من البيض و54.46% من الأمريكيين الأفارقة و0.19% من الأمريكيين الأصليين و0.97% من عرقين مختلطين أو أكثر و1.74% من الهسبانيون أو اللاتينيون من أي عرق.
بلغ عدد الأسر 197 أسرة كانت نسبة 39.1% منها لديها أطفال تحت سن الثامنة عشر تعيش معهم، وبلغت نسبة الأزواج القاطنين مع بعضهم البعض 41.6% من أصل المجموع الكلي للأسر، ونسبة 26.4% من الأسر كان لديها معيلات من الإناث دون وجود شريك،  بينما كانت نسبة 5.1% من الأسر لديها معيلون من الذكور دون وجود شريكة وكانت نسبة 26.9% من غير العائلات. تألفت نسبة 22.3% من أصل جميع الأسر من عدة أفراد يعيشون في نفس المنزل ونسبة 10.7% كانت تتألف من شخص يعيش بمفرده يبلغ من العمر 65 عاماً أو أكثر. وبلغ متوسط حجم الأسرة المعيشية 2.62، أما متوسط حجم العائلات فبلغ 3.04.
بلغ العمر الوسطي للسكان 33.3 عاماً. وكانت نسبة 28.5% من القاطنين تحت سن الثامنة عشر، وكانت نسبة 10.9% بين الثامنة عشر والرابعة والعشرين عاماً، ونسبة 24.2% كانت واقعةً في الفئة العمرية ما بين الخامسة والعشرين والرابعة والأربعين عاماً، ونسبة 24.8% كانت ما بين الخامسة والأربعين والرابعة والستين، ونسبة 11.6% كانت ضمن فئة الخامسة والستين عاماً فما فوق. وتوزع التركيب الجنسي للسكان بنسبة 45.3% ذكور و54.7% إناث.

## وصلات خارجية
- The US50 - Cities and Towns in Arkansas State
- 2012 United States Census Estimate